# Belmont (hrabstwo Belknap)
Belmont – jednostka osadnicza w Stanach Zjednoczonych, w stanie New Hampshire, w hrabstwie Belknap.